# Raffaella Giuliani
Raffaella Giuliani (* im 20. Jahrhundert) ist eine italienische Christliche Archäologin.

## Leben
Raffaella Giuliani studierte Klassische Archäologie mit Schwerpunkt auf das Römische Reich, Frühchristliche Kunst und Christliche Ikonografie. Sie war für die Päpstliche Kommission für Sakrale Archäologie tätig und verantwortliche Inspektorin der Katakomben in Rom.
Papst Franziskus ernannte sie am 16. September 2022 zum Magister (Vorsteher) der Päpstlichen Akademie Cultorum Martyrum, deren arcarius (Schatzmeister) sie zuvor gewesen war.
Am 25. November 2022 ernannte sie Papst Franziskus zur Sekretärin der Päpstlichen Kommission für Sakrale Archäologie.

## Schriften
- Le catacombe dei SS. Marcelllino e Pietro. Pontificia Commissione di Archeologia Sacra 2015, ISBN 978-88-88420-19-6
- mit Barbara Mazzei: Le catacombe di Priscilla. Pontificia Commissione di Archeologia Sacra 2017, ISBN 978-88-88420-21-9